# ミンサー織り

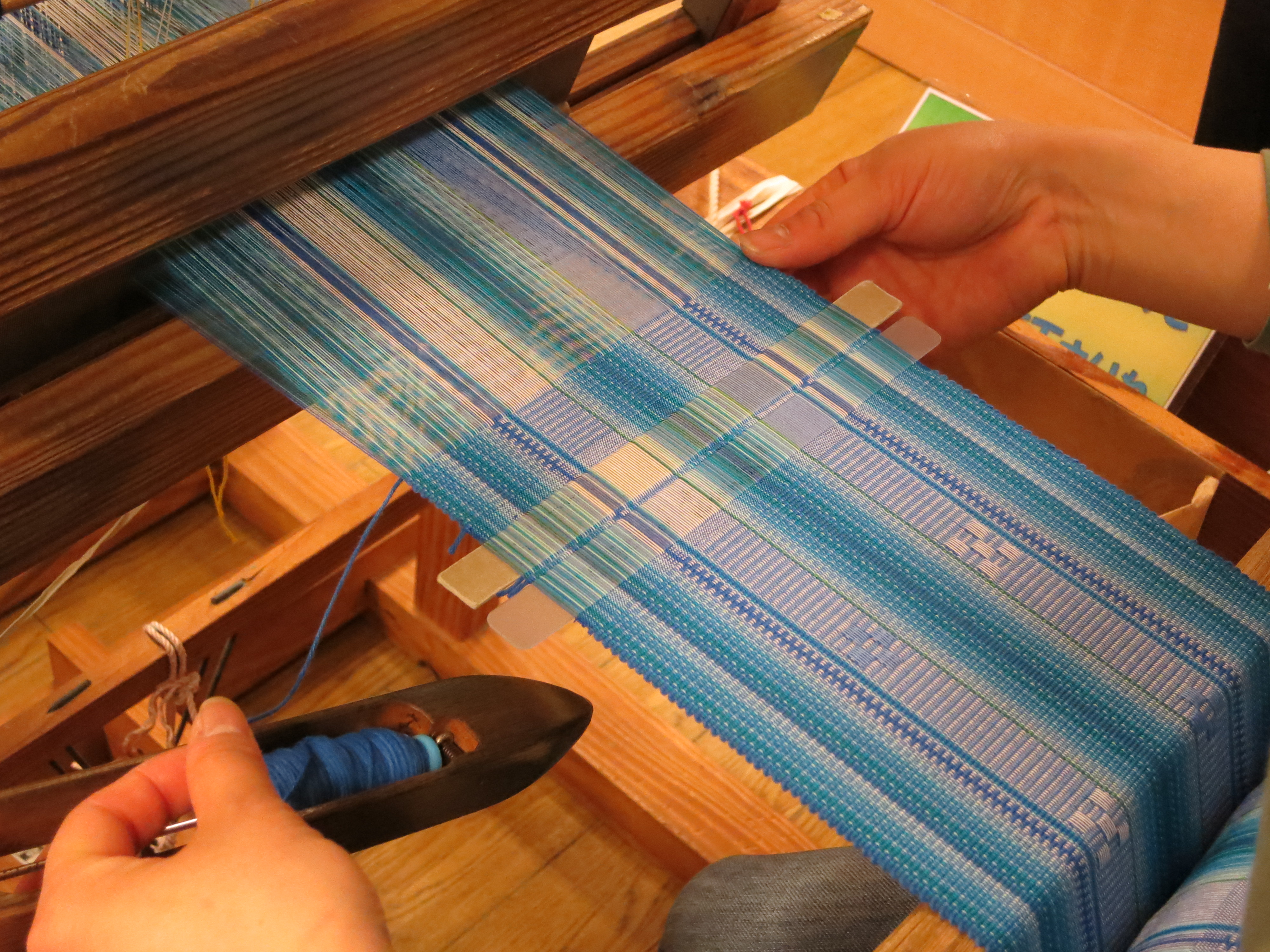
石垣島のミンサー織り

ミンサー織り（ミンサーおり）は、沖縄の伝統的な織物の一つである。素材は木綿で、たて畝織りにする。厚みがあって素朴な風合い。産地は読谷山・首里・八重山諸島・与那国島で、それぞれ特徴がある。強靭で男物の帯に使うが、近年では女物の帯にも使われ、装飾品としての用途も広がっている。

## 歴史
アフガニスタンを起源としチベット、中国を経由して伝わった織物技術が、沖縄の地で独自の発達を遂げた織物だといわれている。

## 主なミンサー
読谷山ミンサー（ゆんたんざミンサー）
織り地から竹串で糸を拾って模様を出すのが特徴。藍染めが基本だが、現在では多彩な色を使う華やかな作品も多い。一時生産が途切れたが、復活に成功した。
八重山ミンサー（やえやまミンサー）